# 二酸化炭素吸収源
二酸化炭素吸収源（にさんかたんそきゅうしゅうげん、英: carbon dioxide sink）とは、二酸化炭素をはじめとする、地球の気候を左右する温室効果ガスなどを大気中から取り除くようなはたらきをするもののことを指す。炭素吸収源ともいう。本項目では誤解のおそれがないため、単に吸収源と呼称する。
吸収源とは厳密には、気候システムの中で気候因子となる、温室効果ガスやエアロゾル、温室効果ガスを生成する物質などを大気中から取り除くものを言い、この過程やメカニズムまで含めて用いる。
対義語として排出源（source）という言葉があり、吸収源とは逆に温室効果ガスなどを大気中に放出するものを言う。
二酸化炭素については、炭素プール（carbon pool、貯蔵庫）という言葉がある。これは、二酸化炭素を貯蔵するものを指し、吸収源にも排出源にもなりうる。
吸収源を増やしたり、吸収量を増やしたりすることで地球温暖化の緩和を図ることを、吸収源活動という。

## 吸収源の種類

### 海洋
海洋は、大気中の二酸化炭素を溶解させ（溶解ポンプ）、生物によって海洋深層や海底に蓄積する（生物ポンプ）ことで吸収源としての役割を担っている。また、海洋中の微生物が行う炭素固定も含まれる。湖沼や河川も類似のメカニズムによって吸収源としての役割を担っている。

### 森林
森林は、植物の光合成により二酸化炭素を吸収し、生命活動に使用することで吸収源となる。森林が表層土壌を保持することにより、土壌の侵食や流出を防ぎ、土壌が持つ吸収能力を高める二次的効果もある。

### 土壌
枯れた植物や生物の死骸は排出源であるが、これが土壌中に埋められて長期間閉じ込められることで、土壌は吸収源となる。また、土壌中の微生物が行う炭素固定も含まれる。

## 吸収源活動
植林や植生の回復が中心となるため、土地利用・土地利用及び林業(LULUCF)活動とも言う。

### 自然の吸収源
自然の吸収源のうち、人間が手を加えることが可能なものに対して対処を施す。具体的な手法としては、植林、森林の継続的な管理、植生の保護、伐採や乱獲の防止、計画的な土地利用などが挙げられる。

### 人工的な吸収源
二酸化炭素貯留または、二酸化炭素回収・貯蔵(CCS)と呼ばれる技術により、物理学的、化学的、工学的なさまざまな手法で二酸化炭素を吸収させて固定するもの。

### 気候変動枠組条約・京都議定書での吸収源活動
気候変動枠組条約(UNFCCC)や京都議定書、その流れを汲んだ国際合意では、吸収源活動に関して詳細な規定を定めている。まず、吸収源活動を京都議定書の附属書I締約国（京都議定書#署名・締約国数の署名及び締結を行った国のうち、*が付いている国）の国内で行う場合は、各国政府や認定機関などが、吸収源活動による削減の科学的根拠を証明したり方法を認定したりする。CDMやJIにおける吸収源活動の場合は、それぞれの方法に準拠して認定される。認定されると、各国の排出枠から、吸収源活動で削減された分が吸収量（removal unit, RMU)として差し引かれる。
COP1において採択された文書では、吸収源活動として7つの分野を定めている。
- 新規植林：植樹、播種、自然種子の散布を通じて、50年間以上森林でなかった土地を、直接・人為的に森林に転換する行為。事業開始時を含む過去50年間、ずっと森林ではなかった土地を対象とする。
- 再植林：森林から非森林に転換された土地に、植樹、播種、自然種子の散布を行い、非森林を直接・人為的に森林に転換する行為。この定義は揺れ動いており、現在のところ、事業開始時と1989年12月30日時点は森林ではなかった（1989年12月30日から事業開始までの期間は森林であってもよい）土地を対象としている。
- 森林減少：森林を直接・人為的に非森林に転換すること。
- 植生回復：0.05 ha以上の面積がある土地で、植生の構築を通じて直接・人為的に炭素蓄積を増加させる行為。新規植林や再植林の定義に合致しない場合のみ。
- 森林管理：持続可能な方法で、森林の適切な生態学的機能（生物多様性を含む）、経済的機能、社会的機能を満たすことを目的に、森林を管理・利用する行為やシステム。
- 耕作地管理：農作物が生育する土地、休耕地、一時的に農作物の生産に利用されていない土地において、その管理を行う行為やシステム。
- 放牧地管理：生産される植物と家畜の量および種類の管理を目的に、家畜生産に利用される土地で行う行為やシステム。